# Verbano-Cusio-Ossola (tỉnh)

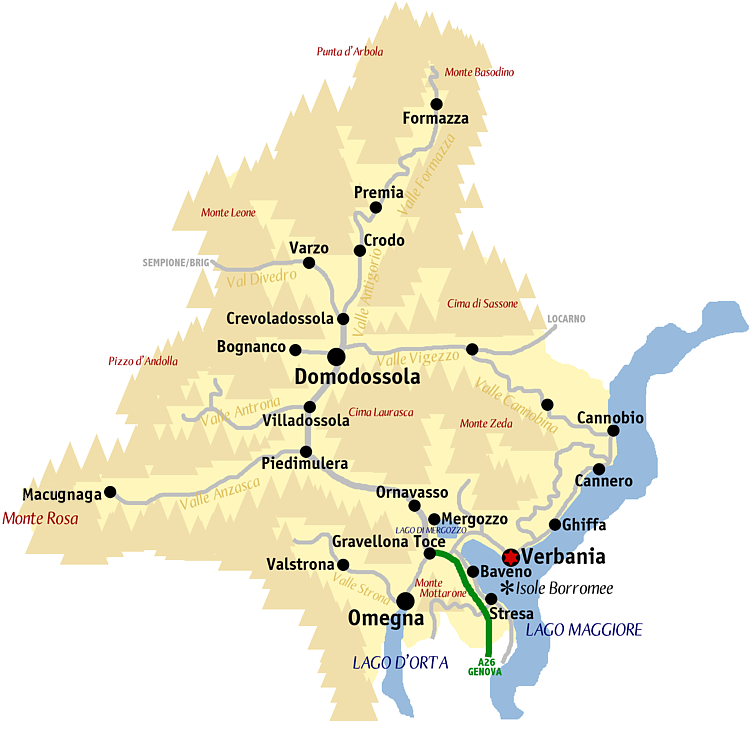
Bản đồ tình

Verbano-Cusio-Ossola (tiếng Ý: Provincia del Verbano Cusio Ossola [verˈbaːno ˈkuːzjo ˈɔssola]) là tỉnh cực bắc của vùng Piemonte tại Ý. Tỉnh được thành lập vào năm 1992 từ ba khu vực riêng biệt từng thuộc tỉnh Novara. Tình nằm ven bờ tây của hồ Maggiore; hồ Orta nằm ở phía nam của tỉnh; phía bắc và phía đông của tỉnh có vùng Ossola gồm các núi và thung lũng thuộc dãy Alpes.
Tỉnh có dân số khoảng 160.000 người, phân bổ trên diện tích 2.255 km², các trung tâm dân cư lớn nhất là tỉnh lỵ Verbania nằm bên bờ hồ Maggiore, Domodossola là thị trấn chính của Ossola, và Omegna nằm ven cực bắc hồ Orta.

## Hành chính
Tỉnh có 77 comuni. Lưu trữ ngày 7 tháng 8 năm 2007 tại Wayback Machine lớn nhất trong số đó là:
| Comune          | Dân số |  |
| Verbania        | 30.836 |  |
| Domodossola     | 18.362 |  |
| Omegna          | 15.949 |  |
| Gravellona Toce | 7.595  |  |
| Villadossola    | 6.915  |  |
| Cannobio        | 5.113  |  |
| Stresa          | 5.104  |  |

## Văn hoá
Năm 2003, núi thiêng Domodossola và núi thiêng Ghiffa được đưa vào danh sách di sản thế giới của UNESCO.

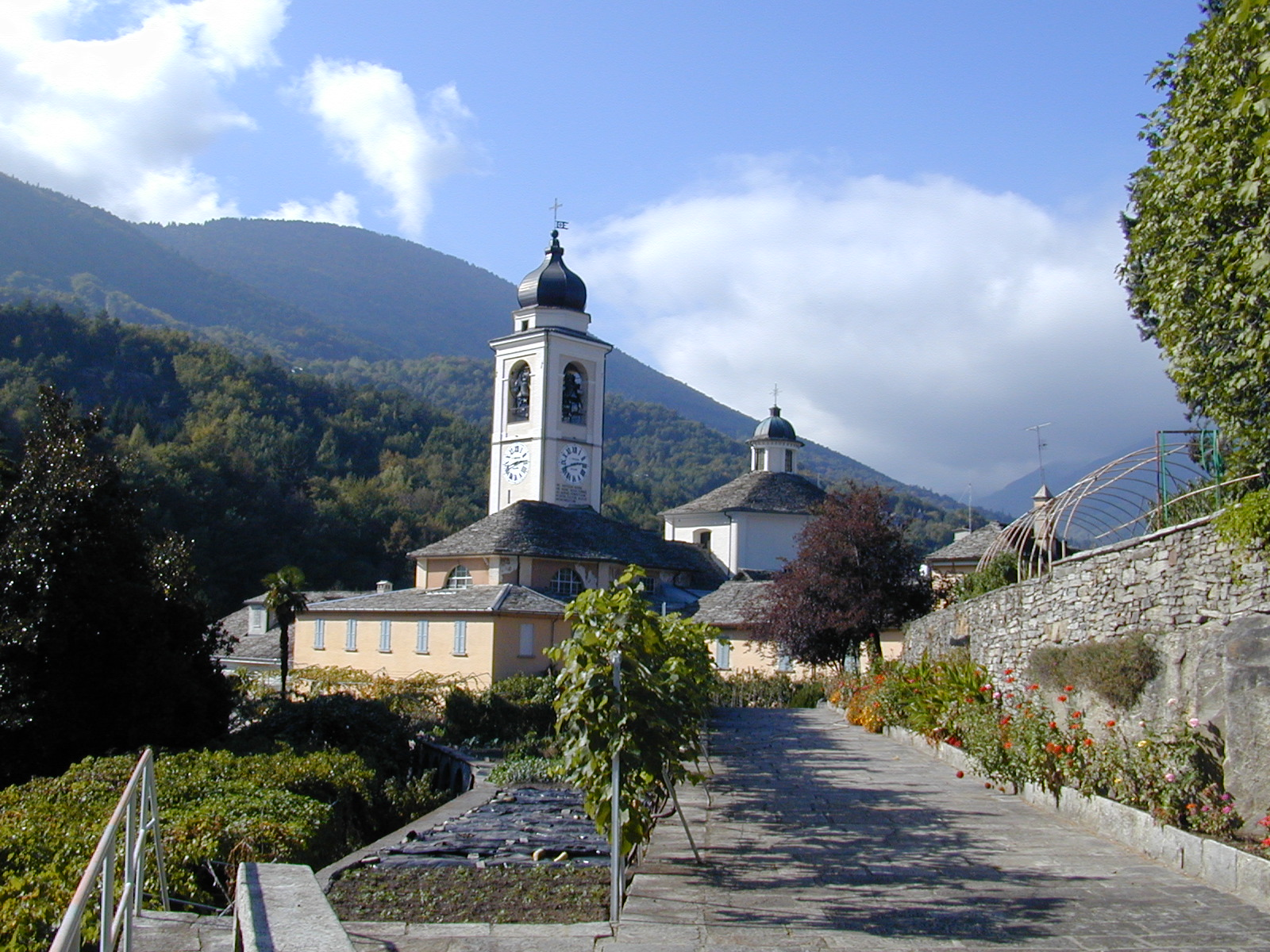
Núi thiêng Domodossola
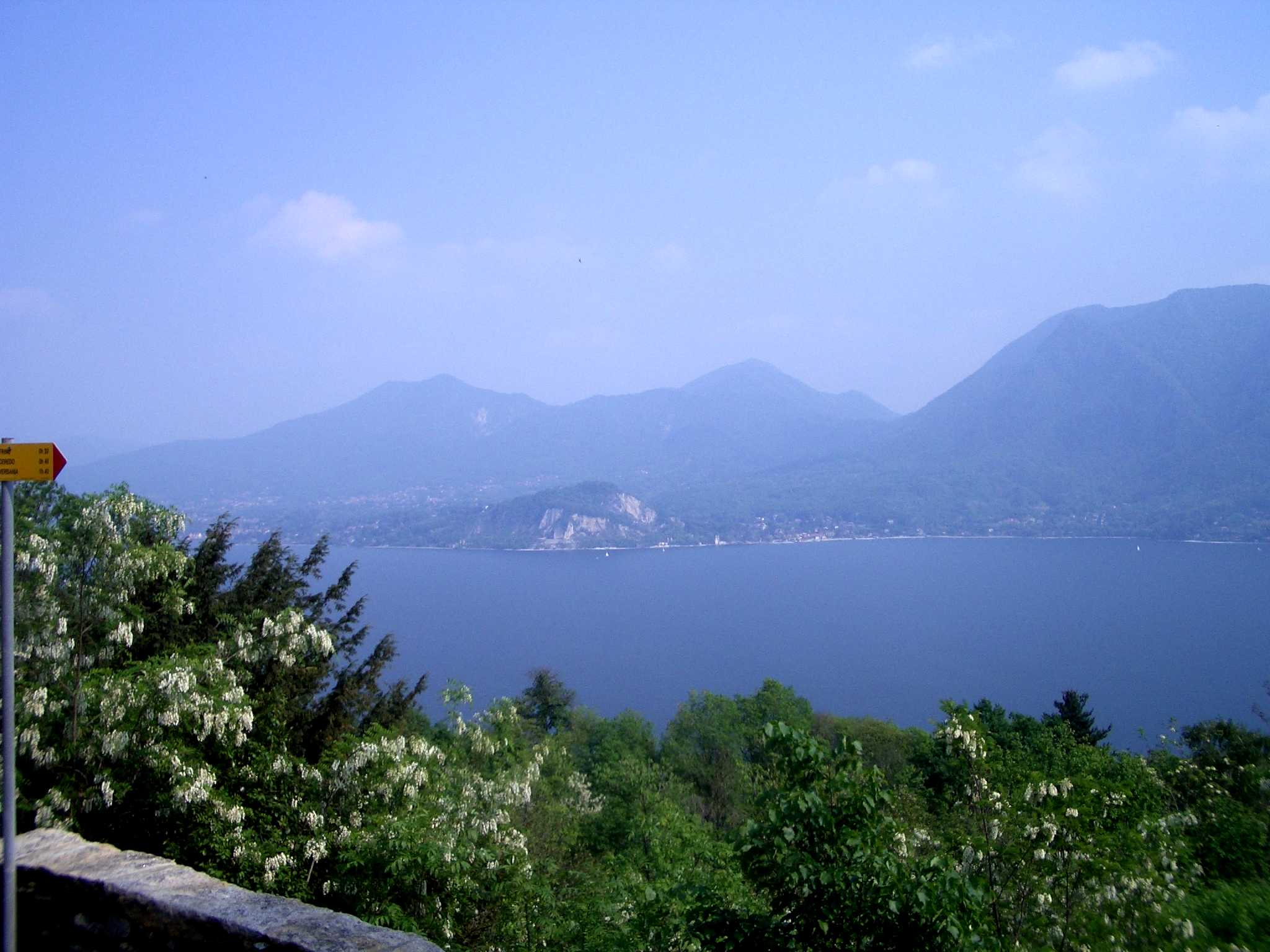
Núi thiêng Ghiffa

## Nhân khẩu
Tám quốc gia có số công dân đông nhất tại tỉnh Verbano-Cusio-Ossola vào ngày 31 tháng 10 năm 2010:
- Ukraina 1.724
- Maroc 1.402
- Romania 1.233
- Albania 770
- Trung Quốc 737
- Senegal 429
- Đức 315
- Thụy Sĩ 219